# المذيب العالمي (قصة مصورة)
المذيب العالمي (بالإنجليزية: The Universal Solvent)‏ هي قصة مصورة كتبها دون روزا سنة 1995. القصة مستوحاه من رواية رحلة إلى مركز الأرض ومبنية على مغامرة The Pertwillaby Papers [الإنجليزية] التي كانت بعنوان «دوامة» (Vortex). ومن المرجح أيضًا أنها تتمة جزئية لقصة كارل باركس الكلاسيكية أرض تحت الأرض! [الإنجليزية]. كتب دون روزا بعد ذلك تتمتين لهذه القصة.